# Комон (Арьеж)
Комо́н (фр. Caumont) — коммуна во Франции, находится в регионе Юг — Пиренеи. Департамент коммуны — Арьеж. Входит в состав кантона Сен-Лизье. Округ коммуны — Сен-Жирон.
Код INSEE коммуны — 09086.

## Население
Население коммуны на 2008 год составляло 309 человек.
| 1962 | 1968 | 1975 | 1982 | 1990 | 1999 | 2008 |
| ---- | ---- | ---- | ---- | ---- | ---- | ---- |
| 285  | 292  | 250  | 255  | 287  | 313  | 309  |

## Экономика

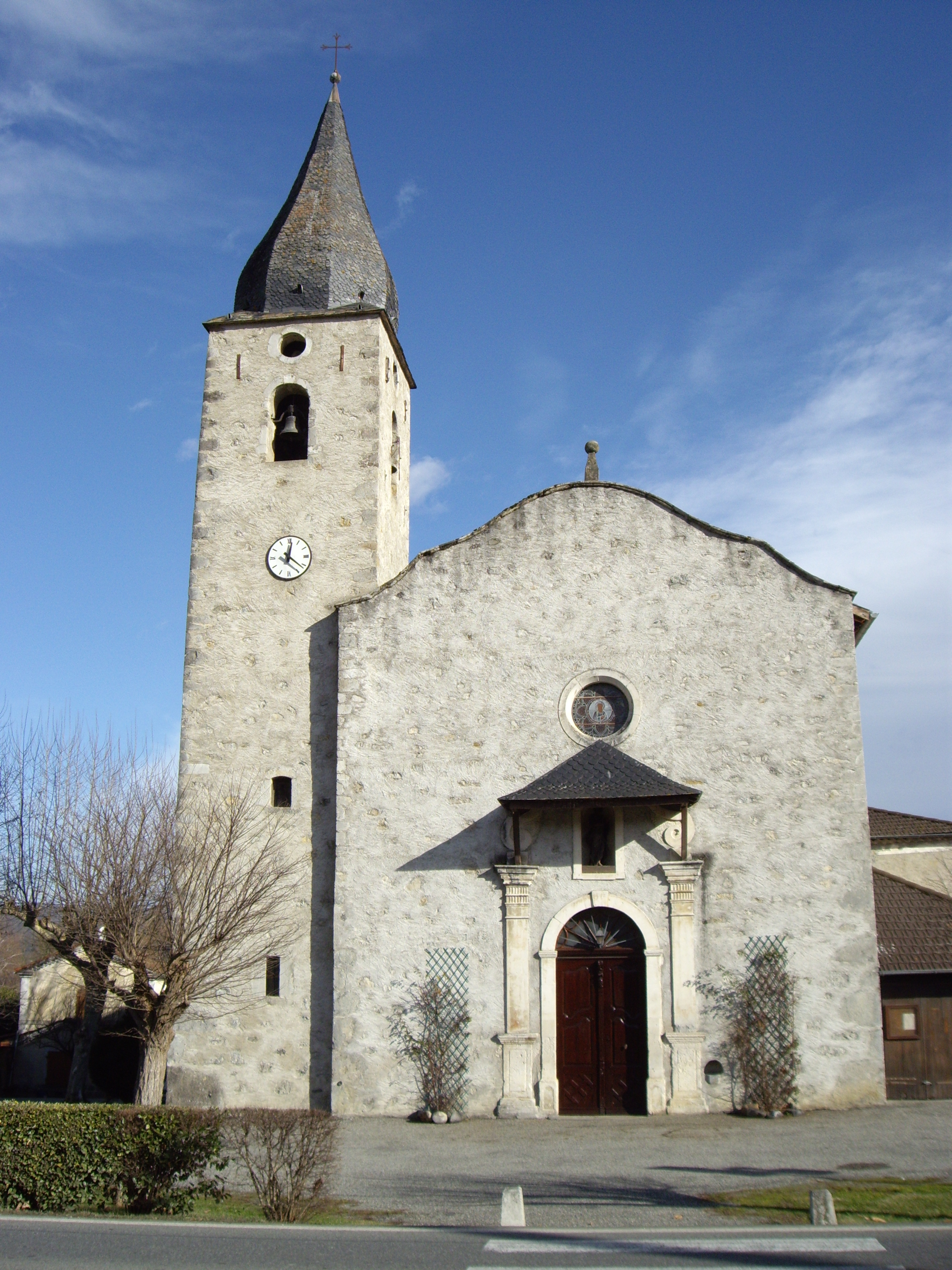
Церковь Сен-Бартелеми

В 2007 году среди 212 человек в трудоспособном возрасте (15—64 лет) 153 были экономически активными, 59 — неактивными (показатель активности — 72,2 %, в 1999 году было 68,0 %). Из 153 активных работали 143 человека (76 мужчин и 67 женщин), безработных было 10 (4 мужчины и 6 женщин). Среди 59 неактивных 11 человек были учениками или студентами, 23 — пенсионерами, 25 были неактивными по другим причинам.

## Достопримечательности
- Замок
- Церковь Сен-Бартелеми
- Руины церкви Сен-Мартен